# 里扬托·苏巴吉亚
里扬托·苏巴吉亚（1993年4月20日—），印尼男子羽毛球運動員。

## 簡歷
2013年2月，里扬托·苏巴吉亚出戰伊朗國際挑戰賽，贏得男子單打冠軍。

## 主要比賽成績
只列出曾進入準決賽的國際賽事成績：
| 年份   | 賽事                 | 公開賽級別 | 項目     | 成績   |
| ------ | -------------------- | ---------- | -------- | ------ |
| 2009年 | 奧克蘭羽毛球國際賽   | 國際系列賽 | 男子單打 | 冠軍   |
| 2012年 | 印尼羽毛球國際挑戰賽 | 國際挑戰賽 | 男子單打 | 準決賽 |
| 2013年 | 伊朗羽毛球國際挑戰賽 | 國際挑戰賽 | 男子單打 | 冠軍   |
| 2015年 | 越南羽毛球國際挑戰賽 | 國際挑戰賽 | 男子單打 | 準決賽 |

| 2007-2017年 | 首要超級賽 | 超級賽 | 黃金大獎賽 | 大獎賽 | 國際挑戰賽 | 國際系列賽 | 未來系列賽 | 其他 |

| 2018-2026年 | 總決賽 | 超級1000賽 | 超級750賽 | 超級500賽 | 超級300賽 | 超級100賽 | 國際挑戰賽 | 國際系列賽 | 未來系列賽 | 其他 |